# Anomalochromis
Anomalochromis is een monotypisch geslacht van straalvinnige vissen uit de familie van de cichliden (Cichlidae).

## Soort
- Anomalochromis thomasi (Boulenger, 1915)